# Тринитрамид
Тринитрамид — химическое соединение, открытое группой учёных Королевского технологического института (Швеция) в 2010 году. Молекула тринитрамида выражается формулой N(NO2)3. Это всего лишь девятое по счёту соединение азота и кислорода, известное науке.
Согласно первоначальным оценкам тринитрамид является перспективным кандидатом на роль высокоэффективного ракетного топлива. Результаты исследований показывают, что тринитрамидное топливо может быть на 20—30 % более эффективным, чем известные ранее. Однако на данный момент неизвестно, является ли устойчивой твёрдая фаза вещества.

## Получение
Было предложено два способа получения тринитрамида: электрохимическое окисление аниона N(NO2)2− в присутствии N2O4 и нитрование N(NO2)2− ионами нитрония NO2+. Авторы выбрали второй путь, проведя нитрование N(NO2)2− с использованием тетрафторобората нитрония BF4NO2 в ацетонитриле при −40  °C.
Синтез тринитрамида был подтверждён данными инфракрасной и ядерной магнитно-резонансной спектроскопии. При повышении температуры соединение, как и ожидалось, разлагалось на HNO3,[уточнить] N2O4 и N2О.